# إولاسن (أوطيل بني بشير)
إولاسن هو دُوَّار يقع بجماعة بني بشير، إقليم الحسيمة، جهة طنجة تطوان الحسيمة في المملكة المغربية. ينتمي الدوّار لمشيخة أوطيل بني بشير التي تضم 13 دوار. يقدر عدد سكانه بـ 42 نسمة حسب الإحصاء الرسمي للسكان والسكنى لسنة 2004.

## روابط خارجية
- البوابة الوطنية للجماعات الترابية
- المندوبية السامية للتخطيط